# عزلة بني قيس (صنعاء)

تعديل مصدري - تعديل

عزلة بني قيس هي إحدى عزل مديرية بني مطر في محافظة صنعاء اليمنية ويبلغ تعداد سكانها 11838 نسمة حسب التعداد السكاني في اليمن لعام 2004.